# Pakala
Pakala là một thị trấn lớn và là một mandal thuộc huyện Chittoor, bang Andhra Pradesh.